# 포스트디스코
포스트디스코(Post-disco)는 1979-1986년경 대중음악사에서 일어난 여파를 설명하는 용어이자 장르이다. 1979년 7월 12일 시카고에서 발생한 시민 불안과 폭동, 즉 디스코 디몰리션 나이트(Disco Demolition Night)로 시작하여 1980년 뉴 웨이브의 주류 등장으로 모호하게 끝난다. 디스코는 죽어가는 단계에서 점점 더 전자적인 성격을 띠게 되었고, 곧 새로운 웨이브, 구식 힙합, 유로 디스코의 디딤돌이 되었다. 그 뒤를 이어 하이-NRG라는 언더그라운드 클럽 음악이 그 직접적인 연속이었다.